# Bella Bell-Gam
Bella Bell-Gam (* 24. August 1956 in Opobo Town, Rivers State, Nigeria) ist eine nigerianische Fünfkampfkämpferin, Weitspringerin und Hürdenläuferin. Sie wurde Afrikameisterin in den Disziplinen Siebenkampf und Weitsprung.

## Leben
Bell-Gam wurde in Opobo Town, im Rivers State, geboren, sie hat eine Zwillingsschwester, Judy, die ebenfalls eine Athletin war. Beide Schwestern besuchten die Government Primary School in Afikpo, die Methodist School, Uwani im Bundesstaat Enugu und die Union Secondary School, Ikot Ekpene. Die Mädchen waren in Enugu, als der Bürgerkrieg ausbrach, und zogen nach Nnewi in den Süden. Am Ende des Krieges kehrte Bell-Gam in die Schule in Ikot Ekpene zurück. 1973 vertrat sie ihre Schule im Hochsprung bei den Wettbewerben von Hussey Shield und Lady Manuwa. Beim 2. Nationalen Sportfest 1975 wechselte sie zum Hürdenlauf und gewann Gold in ihrem Wettkampf. Nach der Sekundarschulbildung besuchte sie das Calabar College of Technology und vertrat die Schule bei den NIPOGA-Spielen, bei denen sie an den Hürden-, Hoch- und Weitsprungwettbewerben teilnahm. Beim 3. Nationalen Sportfest entschied sie sich für den Hoch- und Weitsprung. Von dort aus wurde sie ausgewählt, um das Land bei den Ecowas-Spielen und später bei den Afrikaspielen zu vertreten.
Bella Bell-Gam gewann die Bronzemedaille im 100m-Hürdenlauf bei den Afrikaspielen 1978 in Algier in einer Zeit von 13,99 s, nach der Kenianerin Ruth Kyalisima und ihrer Zwillingsschwester Judy Bell-Gam. Eine Bronzemedaille erhielt sie für eine Weite von 6,12 Meter im Weitsprung und wurde mit 3809 Punkte Siegerin im Fünfkampf. Bei den Leichtathletik-Afrikameisterschaften 1979 in Dakar lief sie im Hürdenlauf 14,36 s nach ihrer Schwester und vor der Marokkanerin Fatima El Faquir und erhielt die Silbermedaille. Im Weitsprung kam sie 6,24 m weit, was ihr die Goldmedaille brachte. Den Fünfkampf beendete sie mit 3607 Punkten, welches ihr eine weite Goldmedaille belohnte. Anschließend bei den Leichtathletik-Weltcup 1979 in Montreal nahm sie beim Weitsprung teil und sprang 5,73 Meter weit und wurde 8. in der Gesamtwertung.